# Хоперські козаки

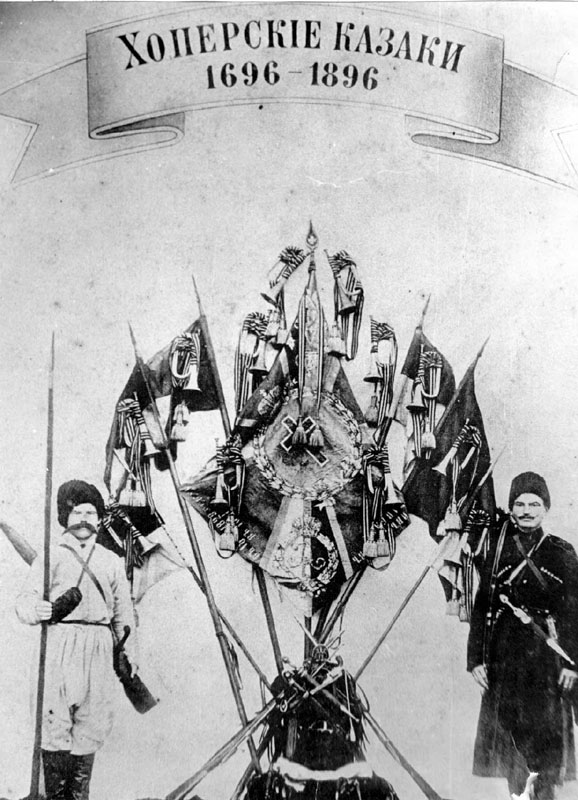

Хоперські козаки, Верхоянські козаки, Чиги — козаки Хоперського козацького полиця (ХКВ) та їхні нащадки, що населяли сточище річки Хопер. Козацька присутність у цьому регіоні є безперервною з дуже давніх (ймовірно, з античних) часів й дотепер.
[[File:Флаг Хопёрского казачьего полка.png]]
прапор Хоперського козачого полку

## Брадаси
За середньовіччя місцеве населення Хоперського сточища складалося, головним чином, з бродників — одного з козацьких племен. У перському географічному трактаті X сторіччя «Гудуд-аль-Алем» місцеві бродники йменуються брадасами… В сусідстві й упереміш з бродниками здавна жили залишки наддонських адигів чиги (зихи) й мещера.

## Червленоярці
Перші письмові джерела про хоперських козаків, де фігурує власне слово «козак», належать до часів Золотої Орди, коли в актах Московського князівства згадуються християни Сарської й Подінської єпархії у межах Червленого Яру живуть: «по Велику Ворону біля Хопор, до Дону за вартами» — «народ християнський військового чину живе, зовомий Козаці». У Комісійному списку Новгородського літопису (XIV сторіччя) згадується місто Урюпеськ, «в верху Дону». Мається ж на увазі місто Урюпинськ (станиця Урюпинська) над Хопром. У літописному «Списку руських міст далеких й близьких» Урюпеськ фігурує як прикордонна фортеця Великого князівства Рязанського. Можливо, хоперські козаки були на той час васалами рязанських князів.

В середині XIV сторіччя виникла суперечка між Сарайським й Рязанським єпископами про те, кому в церковно-адміністративному відношенні підпорядковані християни Червленого Яру. З цього приводу Київський митрополит Феогност послав у 1353 році з Москви на Червлений Яр грамоту, що починалася словами: 
|  | Благословение Феогноста митрополита Всея Руси к детем моим к баскаком, к сотником и к попом и ко всем христианом Червленого Яра и ко всем городом на Великую Ворону... |

В 1354 році ліва сторона Горішнього Наддоння відійшла у відання Рязанського єпископа — й вже у грамоті Святителя Олексія Бяконта, Митрополита всієї Русі, 1360 року послано було благословення:
до всіх християн, знаходиться в межах Черленого Яру і по Коралу біля Хопор і Дону.
Є підстави вважати, що Червлений Яр того часу не був самостійною козацькою землею (але васалом Рязанського князівства чи Золотої Орди), так як в ньому присутня система станиць й варти, а також було власне стала назва, система управління і військова організація. З падінням ж ординського ярма й посиленням Москви за рахунок Рязані, на Хопрі посилюється вплив Московських великих князів…

## XVII сторіччя
Невідома точна дата приєднання Хоперського козацького війська (Червленого Яру) до Донського козацького війська. На початку XVII сторіччя прославився хоперський отаман Григорій Чорний, що був спільником українського дінського отамана Івана Заруцького. 
У 1614 году … два низових донських козака-посланця, що їхали з листом до Москви по Ордобазарському шляху, чомусь вважали за краще переправлятися через Хопер не в звичайному місці проти урочища Червлений Яр, а вище, поблизу гирла Карачана. Незважаючи на цю обережність, вони все ж зазнали нападу, від якого, втім, зуміли відбитися.
— пише історик А. А. Шенніков. Як вважає Шенніков:
Після 1612 року група козаків на чолі з Григорієм Чорним мала юрт на Хопрі, набагато вище гирла Ворони — поблизу нинішнього міста Балашова.
На думку В. І. Грабенко, село Великий Карай — це колишня хоперська станиця, заснована козаками Григорія Чорного.
У 1635 році на річці Вороній «прийшли татарови, чоловік 300 й більше, й довго стояли й бою не прийняли й пішли у степ. А наздоганяли їх тамбовські отамани й племінники отаманські й козаки та інші військові люди.» Ймовірно, тамбовські отамани й козаки частково представляли собою діаспору хоперських козаків.
У 1650 році хоперські козаки намагалися відокремитися від Війська Донського й заснували своє укріплене містечко Ригу, зруйнований потім за вироком Головного Донського Війська.
У середині XVII сторіччя хоперськими козаками були засновані містечка:
- Біляївське,
- Григорівське,
- Пристанське (Пристань).

У Пристанському була верф, а також воно було значним торговим пунктом на так званій «Ордобазарній дорозі», що пов'язував Москву (через Рязань й Касимов) з Астраханню. Пристанське містечко розміщалося на березі Хопра, на південь від пагорба, на якому нині розташовано історичний центр міста Новохоперська, в гирлі Мамаєва яра, біля підошви Козацької гори. Повз Козацьку гору проходила «Ордобазарна дорога».

## Пристань у повстанніРазіна(1670—1671)
У 1669 році похідний отаман Разін особисто відвідав Хоперський округ. Він розглядався ним як можливий стратегічний плацдарм для звільнення колишніх юртів Волзького козачого війська (ВКВ), захоплених в XVI сторіччі опричниками Івана Грозного. А незабаром (листопад—грудень 1670 року) в Пристанскому квартирував зі своїм загоном отаман Никифор Чорток, дядько Степана Разіна. На кінець осені 1670 року Никифор Чорток з чотирма сотнями козаків, обминувши Тамбов, вийшов до міста Козлова (нині Мічуринськ). Тут загін зріс за рахунок приєднання 3-4 тисяч місцевих селян. В розпитувальних промовах разинського отамана В. Федорова, який потрапив у полон до царського воєводи К. Щербатому, містяться відомості про ще більшій кількості повстанців. Так, Федоров стверджував, що Никифор Чорток прийшов «з Дону… з козаками з 4 тисячами та калмики 9 тисяч». Ні в одному з інших джерел дані про чисельність повстанців, наведені В. Федоровим, не зустрічаються. Однак, число чортковців, ймовірно, було досить значним, так як вони зуміли завдати серйозні поразки ратним людям воєвод В. Бутурліна й С. Хрущова. 17 листопада 1670 року в Козловського повіті, поблизу Челнавського містечка, у козловського воєводи Степана Хрущова зав'язався бій з загоном Н. Чортка. Збереглася відписка Хрущова — тамбовскому воєводі, думному дворянину Якову Хитрово у Шацьк про його битву з повсталими під Челнавським містечком:
Пану Якову Тимофійовичу б'є чолом Степан Хрущов. У нинішньому, господине, у 179-му році [1670 рік], листопада о 17 день під Челнавським за річкою Челнавою зі злодійськими козаками й Танбова міста й Танбовського повіту й Лисогорськова острошкі з зрадникі був у мене, господине, бій з полудні до ночі. Й на тому бою злодійські козаки зрадники відбили 2 гармати. Так на тому ж бою Козловців служиві люди взяли двох мужиків Танбовського повіту села Вихляйки, та Лисогірського острошкі козаків. А в допиті, господине, переді мною ті козаки казали. — Воровських де козаків й зрадників й зборі в Лисогірському острошку з лисагірськими мешканцями тисячі з 2 й більше, та під Танбовом де тисяч з 10, приступають де, господине, до Танбову й чекають де до себе на допомогти з Хопра й з Дону дінських козаків. А нападів де, господине, в Танбове ті злодійські козаки й зрадники в острозі спалили 2 вежі та 3 прясла острівних, та в острозі двір Подьячева, будинки Алтухова, та ряд весь випалили. А взявши де, господине, Танбов, ті злодійські козаки й танбовські зрадники хочуть приходити для нападу під Козлов і під інші государеві міста. І тобі б, господине, ці вісти були відомі. А з цієї відписки послав я до тебе негайно козловців Говрілу Чорнава, Ісаю Куропова, станичників Якушко Кузнєцова того ж числа.
У 1675 році став відомий по всьому півдню Московського царства старообрядницький центр на притоці Хопра Бузулуці. Богослужіння тут велося за до-ніконовськими (кирило-мефодіївським перекладом) книгами, створювалися й переписувалися твори, що викривали никоніанську єресь й прославляли новомучеників. Тамбовський воєвода Наришкін доносив в один з Московських наказів:
Що знаходилися в Тамбовський фортецях різні служиві люди, стрільці і козаки, почали йти на Хопер і Ведмедицю.

## Озівські справи
Загін хоперських козаків у складі російської армії під загальним командуванням генерала Патріка Гордона, у 1695 році брав участь в облозі Азова — давньої козацької твердині, що тривалий час перебувала під владою Османської імперії. У ході цієї кампанії взяти Азов не вдалося.
Однак, в наступному році, в загоні воєводи Олексія Шеїна, хоперці спільно з донцями, раптовим ударом 2-тисячного загону з надзвичайною відвагою спромоглися 17 (27) липня 1696 року захопити два Озівських бастіони з гарматами, але й утримати ці стратегічно важливі пункти оборони фортеці. Захоплення козаками головних бастіонів призвів до того, що 19 (29) липня 1696 року Азов було узято.
У 1698—1699 роках кумпанствами князя Бориса Голіцина князя Федора Ромодановського й стольника І. Большого-Дашкова на верфі Пристанського містечка були, за участю хоперських корабелів, побудовано 3 бойових кораблі: «Безбоязнь», «Благе начало» й «Соєдінєніє»…
Тоді хоперські козаки займалися суднобудуванням, рибальством, полюванням, бортництвом, конярством, а також (що не характерно було для власне донців) «заводили ріллю». Крім того, за словами віце-адмірала Корнелія Крюйса, з Хопра козаки й купці ганяли худобу на продаж до Москви.

## Булавінське повстання
У 1707 році хоперські козаки (переважно старовіри) активно підтримали визвольний рух Кіндрата Булавіна — б'ючися тепер не в союзі з Петром I (як у 1695-96 роках), але проти нього. Піднялася, як писав отаман Булавін в одному зі своїх відозв, вся Донська земля — «від Пристані до Черкас»!
У Пристанському — народу, як у Престольному,
Гам натовпу, зброї брязкіт й цокіт.
Ображений, непокірний, вільний,
Скликає Дон синів на Коло.

Шле Хопер від кожної від станиці,
Шлють Медведиця й Бузулук
Кращих виборних людей на Коло.
Тягнуться по шляхах вервечки…
— оспівував той час донський поет-емігрант Микола Воробйов-Богаєвський.
На момент повстання по Хопру нараховувалося 27 містечок й по Бузулуку — 16. Придушуючи повстання, Петро I наказав випалити козацькі містечка на Хопре — в тому числі й Пристанське, Біляївське, й Григорівське. Козаки були частково знищені, частково виселені. Як писав кубанський історик Прокіп Короленко, містечка були безжально винищені каральними військами князя В. Долгорукого, після чого «Хоперський край перетворився у повну пустелю.».
На Бузулуці лютував воєвода Федір Апраксін, знищив містечка
- Казарін[20],
- Кардаїлинське,
- Висоцьке,
- Дар'їнське,
- Черновське,
- Осинов.

Незабаром, за наказом царя, на козацьких руїнах — на Хоперській землі, офіційно відібраної у Донського козацького війська — створюються укріплені пункти. У 1709 році засновано місто Борисоглєбськ, на березі Великої Ворони, поблизу впадіння її в Хопер. У 1710 році на згарищі Пристанського містечка була заснована Нова Хоперська земляна фортеця, з верф'ю при ній. Бо починалося будівництво суден для першої Азовської флотилії. Фортеця була закладена на високому береговому пагорбі за кресленням, складеним Петром I. Креслення фортеці було надіслано Азовському губернатору адміралу графу Федіру Апраксіну, а той спорудження фортеці доручив Воронезькому віце-губернатору Степану Количеву. У східній та південній стінах фортеці були проїзні брами, від яких розходилися дороги вниз до річки, по плато, навколо фортеці. Тому 1710 рік заснування фортеці став вважатися в офіційній історіографії роком заснування Новохоперська.
В 1717 році приступлено було до формування Новохоперського гарнізону, у який увійшли 94 сім'ї «мисливців» з числа колишніх хоперців й 125 сімей черкасів (українців) — переважно, зі слобідських полків: Харківського, Сумського, Острогозького та інших. У тому ж 1717 році «З Москви у станицю Урюпинську була надіслана благословенна грамота й антимінс для Церкви в ім'я Покрова Пресвятої Богородиці».

У 1724 році Петро I — у видах швидкого заселення та забезпечення Ново-Хоперська — змушений був піти на «тиху амністію» хоперських козаків. У Повному Зібранні законів Російської імперії стаття від 2 червня 1724 року говорить:
…козаки живуть нині в Новохоперській фортеці, уродженці з Тамбовської провінції різних міст, й служили міську службу, й в минулих роках до Озівських походів зійшли в донські козацькі містечка, й з Донськими козаками були в поході під Азовом й у різних баталіях Шведських, й у 1717 році зі служби відпущені й велено їм жити у будинках до указу, а ті будинки їхні злодієм Булавіним розорені і нині вони живуть в оной фортеці і служать кінну службу.
З амністованих була сформована Хоперська верхова козацька команда. Хоперські козаки відтепер вже не вважалися «репресованим народом». Правда історії на офіційному рівні грубо спотворювалася — бо ніяк не «злодій Булавін», але сам «Великий Перетворювач» Петро І наказав спалити козацькі містечка над Хопром. У джерелах XVIII сторіччя фігурують також хоперські станиці:
- Алферовка,
- Градська,
- Красна,
- Пиховка[25].

## Хоперський козацький полк
Восени 1772 року група хоперських (ново-хоперських) козаків на чолі з Петром Подцвіровим, прибула до Петербурга. У Військовій Колегії вони подали прохання на Найвище ім'я. Уповноважені козаки просили:
щоб з козаків Хоперської команди, їхніх дітей й родичів зарахувати на службу кожного, хто здатний й цілком справний, утворивши з них 5-ти-сотенний полк, а замість цього в подушний оклад їх не класти, повернути з давня приналежні їм землі й різні угіддя; вказати служити їм тільки кінну козацьку службу, а на караул для утримання всередині фортеці порохових й провіантських магазинів, як неналежні до козака, не посилати.
Пам'ятним було нещодавнє розкозачення українського Слобідського війська (СЛКВ) — й хоперці вирішили запобігти небезпеці. Поскаржилися козаки на коменданта Новохоперської фортеці полковника Подлецького, що посилав їх на казенні та приватні роботи безкоштовно, гнобив й обходився несправедливо.
У лютому 1773 року у Новохоперську фортеця прибув для розслідування скарг й прохань козаків секунд-майор Головачов. Він заборонив коменданту Подлецькому посилати козаків на безкоштовні роботи, наряджати в караули, заявивши, що «…хоперські козаки покладені єдино для кінної служби». Крім того, Головачов переписав все населення козацьких слобід, якого виявилося «всіх службовців і не службовців — 1422 душі чоловічої статі.» У козаки запросились діти «малоросіян» (ймовірно слобідських українців), батьки яких «зголосилися мисливцями при заселенні фортеці й слобідок, щоб служити козацьку службу». В результаті перепису, в «Список козаків Хоперської команди в 1773 році» увійшли 114 осіб. В тому числі: 41 козак зі слободи Градської, 39 — Красної, 20 — Пихівки й 14 — Алферівки. Головачов склав доповідь для Військової Колегії. Ново-хоперські козаки, разом з донцями полковника Луковкина, взяли участь у придушенні Пугачовського повстання.
У самий розпал Пугачовського повстання, у липні 1774 року, президент Військової Колегії, генерал-аншеф Григорій Олексійович Потьомкін був призначений Новоросійським, Астраханським й Азовським генерал-губернатором. Григорій Потьомкін розглянув донесення Головачова й 6 жовтня 1774 року вніс у Військову Колегію доповідь з обґрунтуванням перетворення Хоперської команди на Хоперський полк, чисельністю у 540 осіб: полковник — 1 з платнею 60 рублів на рік, полковий осавул, замість майора — 1 з платнею 20 руб., поп — 1 з платнею 40 руб., писарів — 2 з платнею по 15 руб. В п'яти сотнях повинно бути 500 рядових козаків з платнею по 6 рулів на рік кожному. У кожній сотні передбачено сотника, п'ятидесятника, хорунжого, стражника або вахмістра, квартирмейстера й по 2 десятника або капрала. Платня їм передбачалася від 20 до 7 рублів на рік, в залежності від посади.

Козака Хоперського полку від інших полків відрізняли: 
Кафтан блакитного кольору, напівкафтання й шаровари малинові, з малиновим на верхньому жупані відворотом й з чорним стамедним поясом; шапка кругла, верх сукна малинового кольору, околиш чорний, бухарських овчин; чоботи козацьким чином.
Для служби козак зобов'язаний підготувати «…коня, ціною кожен не менше 18 рублів, сідла з приладом у всьому полку однакові», однакове обмундирування, причому, все це за свій рахунок. Військовий Комісаріат брав на себе зобов'язання постачати у полк порох й свинець, карабіни, шаблі, списи й лядунки чорної юхти на такій перев'язі.
У 1775 році Хоперська команда розгорнулася в Хоперський полк. На кожного чоловіка було нарізано по 15 десятин землі. Полку передавалися у володіння усі землі, щл ними володіли раніше, замість грошового та хлібного утримання. Але пустити коріння, пожити привільно на Хопрі козакам не довелося. Ясновельможний князь Потьомкін задумав переселити хоперських й волзьких козаків на Кавказ.

## Хоперський козацький полк на Передкавказзя
У 1775 році Потьомкін доручив астраханському губернаторові генерал-майору Якобі «Особисто оглянути стан кордону нашого, що тягнеться від Моздока до Азова…»
24 квітня 1777 року Хоперський полк було включено до складу знову заснованого Астраханського козацького війська (АСКВ). За цим послідували нові поневіряння. Почалося примусове переселення хоперців на Кавказ.
11 квітня 1786 року Хоперський полк було включено до числа козацьких полків Кавказької (Азовсько-Моздоцької) лінії. Вони воювали проти Кабарди й заснували на Кавказі чотири станиці:
- Сєвєрну,
- Ставропольську[27],
- Московську,
- Дінську.

У 1792 році Катерина II розпорядилася переселити на Кавказьку лінію численних кількість донців. Серед них були й «нижні хоперці» (залишилися в 1709 році в Донському війську). Козаки захвилювалися. Рух проти насильницького переселення на Кубань переросло у велике повстання 1792—1794 років. Воно увійшло в історію як «Єсауловське повстання», бо у нижньодінський станиці Єсауловській тоді пролилася перша кров. Очолив рух осавул Іван Рубцов з Нижньо-Чирської станиці. Участь у ньому взяли 50 сторінок, розташованих по берегах Сіверського Дінця, Хопра, Бузулука й Ведмедиці. Каральна армія генерала Олексія Щербатова придушила козацьке опір. «Головний винуватець повстання» Іван Рубцо2в, засуджений до сибірської каторги, не дожив до неї: він був забитий батогом до смерті. 146 «головних спільників» заслали на каторжні роботи на Нерчинські рудники й до інших районів Сибіру.

У витримала в епоху Катерини II кілька видань монументального «Огляд Російської імперії в нинішньому її нововлаштованому стані» дійсного таємного радника С. І. Плещеєва зустрічається така згадка: 
Окрім росіян перебувають у Кавказькому намісництві різних родів поселенці, як-то Хоперські, Волзькі, Сімейні, Донські, Дубовські й Гребенські козаки.
Варто відзначити, що визначний географ Плещеєв не зараховує козаків до числа «росіян». Підстави до цього були: Земля Донського козацького війська, включно з юртами колишнього Хоперського козачого війська були окуповані Петром I, але офіційно так й не анексовані.
«Словник» письменників й перекладачів Афанасія Щекатова й Лева Максимовича у 1808 році повідомляв: 
Хоперські козаки, складають один тільки полк під назвою Хоперський козацький полк, поселені здавна у Кавказькій губернії, в повітовому місті Ставрополь та його повіті у фортецях — Дінський, що від Черкаська, головного міста донських козаків, у 300 верстах, а від річки Кубані, де стоїть фортеця Кавказька, у 90 верстах; також у фортецях Московській, й Олександрівського повіту у Сєверній, для утримання кордонної варти на Кавказькій лінії у запобуганні ненавмисних набігів від тамтешніх гірських народів, що мешкають за тією лінією.
У «Господарському описі Астраханської й Кавказької губерній» І. В. Ровинського (1804 р.) вказувалося, що:
Моздоцькі, Волзькі й Хоперські козаки одяг мають такий, як у Дінських козаків, озброєні штуцерами, шаблями, дротиками.
У 1828 році після підкорення карачаївців, частина хоперських козаків осіла на верхній Кубані. Вони складали частину першої російської експедиції на Ельбрус у 1829 році.
14 лютого 1845 року Хоперський полк було поділено на два: 1-й й 2-й Хоперський полки Кавказького лінійного козацького війська. Ці полки утворили 5-ту (Хоперськую) бригаду.
20 вересня 2017 року в Ставрополі було урочисто відкрито пам'ятник хоперським козакам — засновникам станиці Ставропольської.